# In the Name of Love
In the Name of Love är en låt av den brittiska gruppen Thompson Twins, utgiven 1982. Den skrevs av den första upplagan av gruppen som bestod av sju medlemmar. Låten blev i USA etta på Billboards Hot Dance Club Play-lista. Den låg kvar på förstaplatsen i fem veckor och totalt i 21 veckor på listan.
In the Name of Love finns med på Thompson Twins andra album Set från 1982, och på den amerikanska utgåvan av albumet, In the Name of Love. En ommixad version, In the Name of Love '88 finns med på The Best of Thompson Twins: Greatest Remixes från 1988. 
Låten finns med i soundtracket till filmerna Ghostbusters (1984), Valley Girl (1983) och Edge of Seventeen (1998).

## In the Name of Love '88
1988 utgavs en ny version av låten, In the Name of Love '88, ommixad av Shep Pettibone. Den toppade då på nytt amerikanska danslistan och nådde 46:e plats på brittiska singellistan.

### Utgåvor
7" Singel
Sida A:
1. "In The Name Of Love '88" - 3:30

Sida B:
1. "In The Name Of Love" (Original) - 3:18

12" Singel
Sida A:
1. "In The Name Of Love '88" (Railroad Mix) - 6:40

Sida B:
1. "In The Name Of Love '88" (Railroad Dub) - 5:48
2. "In The Name Of Love" (Original) - 3:18

12" Singel (U.S.)
Sida A:
1. "In The Name Of Love '88" (Railroad Mix) - 6:40
2. "In The Name Of Love '88" (Railroad Dub) - 5:48
3. "In The Name Of Love '88" (Single Mix) - 3:30

Sida B:
1. "In The Name Of Love '88" (Extended Mix) - 5:18
2. "In The Name Of Love '88" (Dub) - 6:20
3. "Passion Planet" - 3:42

CD Singel
1. "In The Name Of Love '88" (Single Mix) - 3:30
2. "In The Name Of Love '88" (Railroad Mix) - 6:40
3. "In The Name Of Love '88" (Railroad Dub) - 5:48
4. "In The Name Of Love '88" (Original) - 3:18